# 土石膏 (加利福尼亞州)
土石膏（英語：Gypsite）是位於美國加利福尼亞州克恩縣的一個非建制地區。該地的面積和人口皆未知。

## 地理
土石膏的座標為35°19′52″N 117°55′52″W / 35.33111°N 117.93111°W，而該地的平均海拔高度為597米（即1959英尺）。